# Nyodes basilewskyi
Nyodes basilewskyi är en fjärilsart som beskrevs av François Louis Nompar de Caumont de Laporte 1972. Nyodes basilewskyi ingår i släktet Nyodes och familjen nattflyn. Inga underarter finns listade i Catalogue of Life.